# Ibrahim Touré
Ibrahim Oyala Touré (n. 27 septembrie 1985 – d. 19 iunie 2014) a fost un fotbalist ivorian care a jucat pe postul de atacant la cluburile OGC Nice, Metalurh Donețk, ASEC Mimosas, Al-Safa' SC, Telephonat Beni Sweif, Misr Lel Makasa și Al-Ittihad Aleppo.
El a fost fratele mai mic al mijlocașului de la Manchester City, Yaya Touré și al fundașului de la FC Liverpool Kolo Touré. 
Ibrahim Touré a murit pe 19 iunie 2014, la vârsta de 28 de ani, în Manchester, Anglia, cedând ”lupta” cu cancerul.

## Palmares
- Supercupa Libanului (1): 2013/2014